# Município de Washington (condado de Lawrence, Ohio)
O município de Washington (em inglês: Washington Township) é um município localizado no condado de Lawrence no estado estadounidense de Ohio. No ano de 2010 tinha uma população de 239 habitantes e uma densidade populacional de 3,81 pessoas por km².

## Geografia
O município de Washington encontra-se localizado nas coordenadas 38° 48′ 57″ N, 82° 37′ 20″ O. Segundo o Departamento do Censo dos Estados Unidos, o município tem uma superfície total de 62.75 km², da qual 62,66 km² correspondem a terra firme e (0,15 %) 0,1 km² é água.

## Demografia
Segundo o censo de 2010, tinha 239 pessoas residindo no município de Washington. A densidade populacional era de 3,81 hab./km². Dos 239 habitantes, o município de Washington estava composto pelo 83,26 % brancos, o 11,3 % eram afroamericanos, o 1,26 % eram amerindios e o 4,18 % eram de uma mistura de raças. Do total da população o 0,84 % eram hispanos ou latinos de qualquer raça.